# لیگ عدالت فانی
لیگ عدالت: فانی (به انگلیسی: Justice League Mortal) یک فیلم ابرقهرمانی به کارگردانی جرج میلر بود که هرگز ساخته نشد.

## بازیگران
از بازیگران آن می توان آرمی همر در نقش بتمن، مگان گیل در نقش زن شگفت انگیز، آدام برودی در نقش فلش و ترزا پالمر در نقش تالیا الغول را نام برد.